# Hohenberg an der Eger
Hohenberg an der Eger é um município da Alemanha, situado no distrito de Wunsiedel, no estado da Baviera. Tem 8,19 km² de área, e sua população em 2019 foi estimada em 1.456 habitantes.